# 三洋食品
三洋食品（英語：SANYO FOODS.Co.,Ltd）是一家日本食品公司。

## 历史

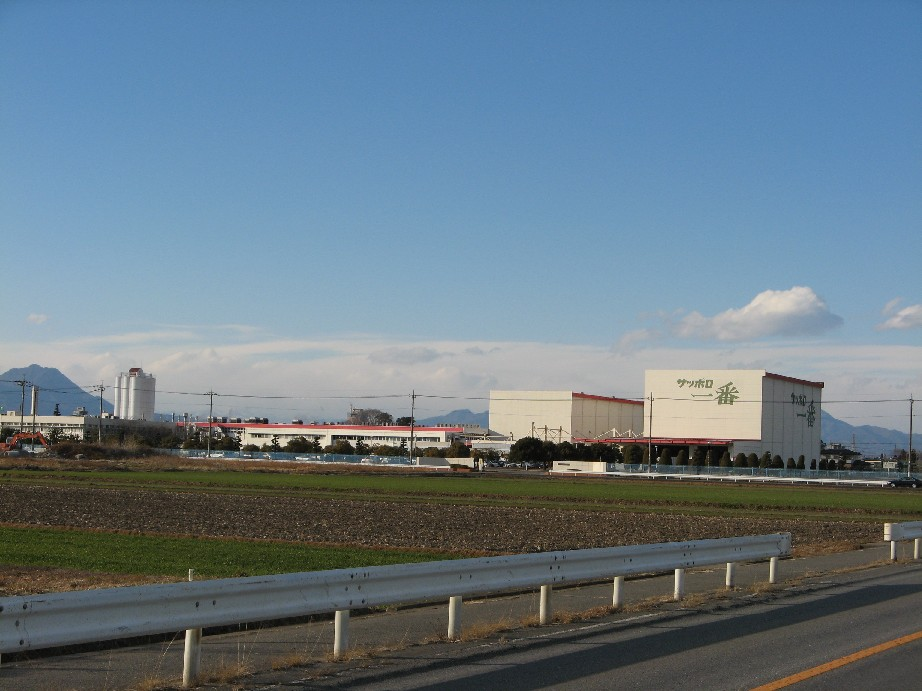
前桥市工厂

1953年井田毅和父亲井田文夫在日本群马县成立富士製麵，1961年改为现在名字。主要生产札幌一番方便面。
1995年进入中国市场，1998年退出，1999年参股康师傅与顶新国际集团形成策略联盟重返中国市场。2013年和奥兰国际成立合资公司，进军非洲市场。